# Ariel Peña
Ariel Peña Mora (né le 20 mai 1989 à Los Jovillos en République dominicaine) est un lanceur droitier de la Ligue majeure de baseball.

## Carrière
Ariel Peña signe son premier contrat professionnel avec les Angels de Los Angeles et débute en ligues mineures avec leur club affilié de la Ligue d'été de République dominicaine en 2007.
Peña est, avec l'arrêt-court Jean Segura et le lanceur droitier Johnny Hellweg, l'un des trois joueurs d'avenir que les Angels échangent aux Brewers de Milwaukee le 27 juillet 2012 pour acquérir le lanceur étoile Zack Greinke.
Lanceur partant dans les ligues mineures,, Ariel Peña fait ses débuts dans le baseball majeur comme lanceur de relève pour Milwaukee le 6 septembre 2015. Il lance alors 3 manches et est le lanceur gagnant du match contre Cincinnati.